# Гребенщиков, Александр Сергеевич
Алекса́ндр Серге́евич Гребенщико́в (8 ноября 1873 — 1946) — русский и советский архитектор и инженер, один из мастеров московского модерна.

## Биография
Окончил Институт гражданских инженеров со званием гражданского инженера и правом на чин X класса. После получения образования работал в Управлении Московско-Курско-Нижегородской железной дороги. В 1899—1909 годах служил в Строительном отделении Московского губернского правления сначала сверхштатным техником, затем был зачислен в штат. С 1899 года на протяжении четырёх лет работал инженером по строительству канализационной сети в Москве. В 1908—1912 годах служил архитектором Московского университета. В ходе службы руководил строительством Психологического и Неврологического институтов при университете и приюта при нервной клинике.
Занимался частной архитектурной практикой, выполнял заказы на устройство канализации, вентиляции и отопления зданий. Владел собственными доходными домами на Никитском бульваре и в Первом Колобовском переулке.
В 1918—1919 годах А. С. Гребенщиков находился в экспедиции в Карабугазе, организованной Научно-Техническим Обществом. С 1919 года работал в строительной комиссии «Авиастроитель». С 1926 года вновь работал в Московском университете — сначала 2-м архитектором, затем главным инженером. Руководил строительством Анатомического театра по проекту К. А. Грейнерта.
Похоронен на Ваганьковском кладбище в 1946 году.

## Постройки в Москве
- Особняк С. Ф. Циммерман (Е. А. Свечиной — С. П. Моргунова) (1902, проспект Мира, 25), объект культурного наследия регионального значения[6];
- Собственный доходный дом (1903, 1905, Первый Колобовский переулок, 10);
- Жилой дом с квартирами для приезжих астрономов (перестройка) (1908, Нововаганьковский переулок, 5, стр. 4), объект культурного наследия регионального значения[6];
- Собственный доходный дом (1911—1915, Никитский бульвар, 15 — Мерзляковский переулок, 16)
- Психологический институт (1911, Моховая улица, 9), объект культурного наследия регионального значения[6];
- Переделка фасада доходного дома Ивановского монастыря (1912, Большая Лубянка, 15);
- Строительство Анатомического корпуса Московского университета по проекту К. А. Грейнерта (1926, Моховая улица, 9, во дворе).